# Lyncestis macrosticha
Lyncestis macrosticha är en fjärilsart som beskrevs av Turner 1904. Lyncestis macrosticha ingår i släktet Lyncestis och familjen nattflyn. Inga underarter finns listade i Catalogue of Life.